# Dub Beck
Der Dub Beck ist ein Wasserlauf im Lake District, Cumbria, England.
Der Dub Beck entsteht als Abfluss des Loweswater an dessen östlichem Ende. Er fließt in südöstlicher Richtung bis zu seiner Mündung in den Park Beck.